# Винус, Майкл
Майкл Винус (англ. Michael Venus; род. 16 октября 1987, Окленд) — новозеландский теннисист, до 2010 года выступал под флагом США; победитель одного турнира Большого шлема в парном разряде (Открытый чемпионат Франции-2017); финалист одного турнира Большого шлема в парном разряде (Уимблдон-2018); финалист трёх турниров Большого шлема в миксте (Открытый чемпионат США-2017, -2019 и Открытый чемпионат Франции-2023); бронзовый призёр Олимпийских игр 2020 года в парном разряде; победитель 25 турниров ATP в парном разряде.

## Общая информация
Отец Майкла — Дэвид работает в сфере осветительных приборов; мать — Линн — медсестра; у него есть три сестры, которых зовут Сара-Джейн, Лора и Элизабет.
Начал играть в теннис в возрасте четырёх лет со своей семьей. Любимое покрытие — хард. Любимым турниром называет Открытый чемпионат Австралии. Болельщик регбийной сборной своей страны «Олл Блэкс».

## Спортивная карьера

### Начало карьеры
Первое появление Винуса в ATP-туре пришлось на 2006 год, когда он сыграл на турнире в Вашингтоне. Первую победу на турнирах серии «фьючерс» одержал в 2007 году в парном разряде, а в одиночках на «фьючерсах» впервые победил в 2009 году. В 2010 году Майкл стал выступать за Новую Зеландию. В июле того года он впервые сыграл под её флагом, выступив в составе сборную Новой Зеландии в отборочном раунде розыгрыша Кубка Дэвиса. В период с 2013 по 2015 год Винус выиграл восемь парных трофеев на турнирах серии «челленджер».
В январе 2014 года Майкл впервые сыграл в основной сетке на турнирах серии Большого шлема. Он выступил на Открытом чемпионате Австралии в парных соревнованиях совместно с Юки Бхамбри и дошёл до третьего раунда. Это выступление позволило Винусу впервые подняться в первую сотню парного рейтинга. Основные успехи в основном туре Винуса связаны с партнёрством с хорватом Мате Павичем. В мае 2015 года их дуэт выиграл дебютный титул ATP на турнире в Ницце. В июле их пара добралась до финала грунтового турнира в Боготе В октябре того же года Винус и Павич вышли в финал на турнире в Стокгольме.
В начале 2016 года Винус и Павич смогли победить сразу на трёх турнирах ATP. В январе они выиграли парный титул в Окленде, а в феврале первенствовали на зальных турнирах в Монпелье и Марселе. В мае они сыграли в финале в Ницце, а в июне завоевали титул на траве в Хертогенбосе. В августе Винус впервые принял участие в Олимпийских играх, которые прошли в Рио-де-Жанейро, где в альянсе с Маркусом Даниэллем проигрывает уже на старте. Во второй части сезона 2016 года Винус и Павич ещё три раза выходили в финал: летом на грунте в Гштаде и осенью на харде в Меце и Стокгольме. В конце октября Винус сыграл ещё в одном парном финале на турнире в Базеле, выступив в команде с Робертом Линдстедтом.

### 2017—2019 (победа на Ролан Гаррос и финал Уимблдона в парах)
Начало 2017 года выдалось для Винуса неудачным: второй круг Открытого чемпионата Австралии, вылет в первых кругах на Мастерсах в Индиан-Уэллсе и Майами. В мае Винус решил сыграть турнир в Кашкайше на грунте с Райаном Харрисоном. И хотя до этого они вылетели в первом круге турнира в Будапеште, им удалось выиграть этот турнир. Прорывным турниром в карьере Майкла Винуса стал Ролан Гаррос 2017 года. Вместе с Харрисоном он сенсационно выиграл первый в карьере турнир Большого шлема. Победа позволила Майклу подняться на 15-е место парного рейтинга.
| Стадия  | Соперники (посев)                      | Рейтинг   | Счёт              |
| 1 раунд | Фрэнсис Тиафо Диего Шварцман           | 291 / 149 | 3-6 6-4 6-4       |
| 2 раунд | Лукаш Кубот Марсело Мело (4)           | 10 / 4    | 6-4 6-7(5) 6-3    |
| 3 раунд | Пурав Раджа Дивидж Шаран               | 59 / 56   | 4-6 7-6(5) 6-2    |
| 1/4     | Марсель Гранольерс Иван Додиг (7)      | 16 / 11   | 6-2 3-6 6-3       |
| 1/2     | Хуан Себастьян Кабаль Роберт Фара (16) | 33 / 33   | 4-6 6-3 6-4       |
| Финал   | Сантьяго Гонсалес Дональд Янг          | 71 / 180  | 7-6(5) 6-7(4) 6-3 |

Винус и Харрисон продолжили выступать вместе, и их пара добралась до четвертьфинала Уимблдона 2017 года, а также полуфинала Мастерса в Цинциннати. Хотя Открытый чемпионат США в паре завершился для Майкла в первом круге, в смешанном разряде он дошёл до финала с Чжань Хаоцин, но их дуэт проиграл Джейми Маррею и Мартине Хингис со счётом 1-6, 6-4, [8-10].
По результатам сезона пара Винус и Харрисон заняла 8 место в рейтинге и отобралась на Итоговый турнир в Лондоне. В своей группе они одержали три победы, обыграв Жана-Жюльена Ройера и Хорию Текэу, Пьера-Юга Эрбера и Николя Маю, Хенри Континена и Джона Пирса. В полуфинале они проиграли Лукашу Куботу и Марсело Мело. Сезон Винус завершил на 15-м месте парного рейтинга.
В начале сезона 2018 года Винус сменил партнёра и начал постоянно выступать в паре с Равеном Класеном. Неудачно отыграв на Открытом чемпионате Австралии, вылетом в первом круге, они в конце февраля сумели выиграть турнир в Марселе. На Роланд Гаррос они дошли до третьего круга.
Дальнейших успехов пришлось ждать до травяного сезона. Они достигли финала в Хертогенбосе, а главным успехом этого сезона стал выход в финал Уимблдона. В упорной борьбе они проиграли в нём Майку Брайану и Джеку Соку — 3-6, 7-6(7), 3-6, 7-5, 5-7. Успеха Майкл достиг и в смешанном разряде, дойдя до полуфинала с Катариной Среботник.
В августе 2018 года Винус и Класен дошли до финала Мастерса в Торонто, где на решающем тай-брейке уступили Континену и Пирсу. Открытый чемпионат США закончился поражением во втором круге. Однако, после этого в октябре им удалось дойти до финала турнира в Токио. Майкл Винус второй год подряд стал участником Итогового турнира, но в этот раз с Равеном Класеном ему не удалось выйти из группы. Они одержали одну победу и покинули турнир. Заняв 16-е место, новозеландец второй сезон подряд завершил в топ-20 парного рейтинга.
В 2019 году Винус и Класен продолжили совместные выступления. На старте сезона они достигли финала в Окленде. Затем они смогли доиграть до четвертьфинала на Открытом чемпионате Австралии. Остальные достижения на харде сложились менее удачно: 3 круг Мастерса в Индиан-Уэллсе стал максимальным достижением.
В мае во время грунтовой части сезона они дошли до финала Мастерса в Риме, где проиграли паре Хуан Себастьян Кабаль и Роберт Фара — 1-6, 3-6. Но на Ролан Гаррос их выступление закончилось уже в первом круге. Более удачно сложился травяной отрезок сезона. Они выиграли турнир в Халле. После этой победы Майкл впервые поднялся в топ-10 парного рейтинга. На Уимблдонском турнире Винус и Класен дошли до полуфинала, где снова проиграли колумбийской паре Кабаль и Фара.
Возвращение на хард в августе произошло с успехом: был выигран турнир в Вашингтоне. Благодаря этой победе Майкл Винус впервые стал 8-й ракеткой мира. Однако затем последовали не слишком удачные выступления на Мастерсе в Цинциннати и Открытом чемпионате США: третий и второй круг соответственно. При этом более удачно Майкл выступил в смешанном разряде, где второй раз в карьере дошёл до финала с Чжань Хаоцин. Вновь его команду обыграл Джейми Маррей, который на этот раз сыграл в альянсе с Бетани Маттек-Сандс
Паре Винус и Класен хватило рейтинговых очков для попадания на Итоговый турнир 2019 года, в котором Винус участвовал в третий раз подряд. Несмотря на поражение в первом матче от Ивана Додига и Филипа Полашека, двух побед в матчах против Лукаша Кубота и Марсело Мело, а также Раджива Рама и Джо Солсбери хватило для первого места в группе. В полуфинале им наконец-то удалось обыграть колумбийскую пару Кабаль и Фара со счётом 6-7(5), 7-6(10), [10-6]. Но в финале они проиграли французской паре Маю и Эрбер — 3-6, 4-6. Тем не менее, это был первый финал Итогового турнира для Майкла Винуса. Сезон он завершил на 10-м месте парного рейтинга.

### 2020—2022 (бронза на Олимпиаде и титул на Мастерсе)
В 2020 года Майкл Винус сменил партнёра и играл турниры с австралийцем Джоном Пирсом. Открытый чемпионат Австралии закончился для них в третьем круге. Однако, после него они выиграли турнир в Дубае. После паузы из-за пандемии коронавируса Винус с Пирсом неудачно сыграли на Мастерсе, перенесённом в Нью-Йорк, и Открытом чемпионате США, вылетев в первом и втором круге соответственно.
Грунтовая часть сезона осенью сложилась удачнее: полуфинал Мастерса в Риме и победа в Гамбурге. Однако, на Ролан Гаррос снова последовало поражение во втором круге. В октябре пара Винус и Пирс выиграла зальный хардовый турнир в Антверпене. Они смогли попасть на Итоговый турнир. Для Майкла Винуса он стал четвёртым подряд. Однако, этот турнир стал первым, где он проиграл все три матча.
В 2021 году Майкл Винус продолжил играть пару с Джоном Пирсом. На Открытом чемпионате Австралии они снова проиграли в третьем круге. Затем пропустил пару месяцев и вернулся на корт уже на грунтовый отрезок, где в мае на Мастерсе в Риме с Пирсом доиграл до полуфинала и выиграл турнир в Женеве. После поражения во втором раунде Открытого чемпионата Франции пара с Пирсом распалась.
Новым партнёром Винуса стал немецкий теннисист Тим Пюц. Первый совместный титул они выиграли в июле на турнире в Гамбурге. После этого Винус сыграл на Олимпиаде в Токио, где с соотечественником Маркусом Даниэллем смог завоевать бронзовую медаль, переиграв в матче за третье место американцев Остина Крайчека и Тенниса Сандгрена (7-6, 6-2). После Олимпиады Винус сыграл на турнире в Вашингтоне в команде с Нилом Скупски и они прошли в финал. В сотрудничестве с Пюцом он стал победителем зального Мастерса в Париже, впервые взяв титул этой престижной серии.
В 2022 году Винус и Пюц продолжили сотрудничество. На Открытом чемпионате Австралии они доиграли до четвертьфинала. В феврале смогли выиграть титул в Дубае. Летом Винус и Пюц четыре раза играли в финалах (на траве в Штутгарте и Халле, на грунте в Кицбюэле и на харде Мастерса в Цинциннати, однако ни разу не смогли взять титул. Перед Открытым чемпионатом США Винус на неделю достиг пиковой в карьере — шестой строчки в парном рейтинге.

### 2023—2025
В 2023 году новым партнёром Винуса стал Джейми Маррей. На старте сезона они достигли финала в Аделаиде, а в феврале взяли первый совместный титул в Далласе. На грунтовом отрезке сезона они выиграли два турнира (в Баня-Луке и Женеве. На Открытом чемпионате Франции Винус смог выйти в финал в миксте, выступив в команде с Бьянкой Андрееску. На  Уимблдоне в партнёрстве с Джейми Марреем. В августе они смогли выйти в финал Мастерса в Цинциннати. Осенью выиграли третий совместный титул в сезоне на турнире в Чжухае, а также сыграли в финале в Токио.
В феврале 2024 года Винус и Маррей стали чемпионами турнира в Дохе. В грунтовой части лучшим результатом стал полуфинал Мастерса в Мадриде. С июня Винус стал выступать в дуэте с Нилом Скупски. Они смогли выиграть два турнира подряд на траве (в Лондоне и Истборне. На Уимблдоне им удалось достичь полуфинала. Также до этой стадии Винус дошёл и в миксте совместно с Эрин Рутлифф. На Открытом чемпионате США Винус и Скупски доиграли до четвертьфинала. В концовке сезона они смогли выйти в финал в Вене и полуфинал Мастерса в Париже. Очередной сезон Винус в восьмой раз подряд завершил в топ-20 парного рейтинга.
В 2025 году он стал играть с новым партнёром — хорватом Николой Мектичем. На старте сезона они выиграли турнир в Окленде и этот титул стал 25-м в основном туре для Винуса за карьеру. На Открытом чемпионате Австралии в миксте удалось выйти в полуфинал в альянсе с соотечественницей Эрин Рутлифф. В марте Винус и Мектич вышли в полуфинал на Мастерсе в Майами.

## Рейтинг на конец года
| Год  | Одиночный рейтинг | Парный рейтинг |
| 2024 |                   | 17             |
| 2023 |                   | 16             |
| 2022 |                   | 16             |
| 2021 |                   | 15             |
| 2020 |                   | 13             |
| 2019 |                   | 10             |
| 2018 |                   | 16             |
| 2017 |                   | 15             |
| 2016 | 1 032             | 32             |
| 2015 | 678               | 44             |
| 2014 | 408               | 62             |
| 2013 | 401               | 127            |
| 2012 | 515               | 288            |
| 2011 | 379               | 548            |
| 2010 | 329               | 628            |
| 2009 | 586               | 674            |
| 2008 | 1 754             | 773            |
| 2007 | 876               | 943            |
| 2006 | 1 069             |                |

## Выступления на турнирах

### Финалы челленджеров и фьючерсов в одиночном разряде (7)

#### Победы (3)
| Условные обозначения |
| Челленджеры (0+8)*   |
| Фьючерсы (3+11)      |

| Титулы по покрытиям | Титулы по месту проведения матчей турнира |
| ------------------- | ----------------------------------------- |
| Хард (2+14)*        | Зал (0)                                   |
| Грунт (1+4)         | Зал (0)                                   |
| Трава (0+1)         | Открытый воздух (3+19)                    |
| Ковёр (0)           | Открытый воздух (3+19)                    |

* количество побед в одиночном разряде + количество побед в парном разряде.
| №  | Дата            | Турнир                    | Покрытие | Соперник в финале | Счёт           |
| 1. | 19 июля 2009    | Пеория, США               | Грунт    | Вашек Поспишил    | 6-7(4) 6-4 6-4 |
| 2. | 13 июня 2010    | Лумис, США                | Хард     | Димитар Кутровски | 7-6(4) 1-6 6-3 |
| 3. | 14 октября 2012 | Маргарет Ривер, Австралия | Хард     | Адам Фини         | 6-3 3-6 6-3    |

#### Поражения (4)
| №  | Дата            | Турнир               | Покрытие | Соперник в финале | Счёт              |
| 1. | 24 июня 2007    | Бангкок, Таиланд     | Хард     | Натан Томпсон     | 6-7(0) 3-6        |
| 2. | 22 августа 2010 | Карши, Узбекистан    | Хард     | Блаж Кавчич       | 6-7(6) 6-7(5)     |
| 3. | 29 мая 2011     | Андижан, Узбекистан  | Хард     | Харри Хелиёваара  | 4-6 4-6           |
| 4. | 20 ноября 2011  | Траралгон, Австралия | Хард     | Бенджамин Митчелл | 6-7(3) 7-6(2) 0-6 |

### Финалы турниров Большого шлема в парном разряде (2)

#### Победа (1)
| №  | Год  | Турнир                     | Покрытие | Партнёр        | Соперники в финале            | Счёт              |
| 1. | 2017 | Открытый чемпионат Франции | Грунт    | Райан Харрисон | Сантьяго Гонсалес Дональд Янг | 7-6(5) 6-7(4) 6-3 |

#### Поражение (1)
| №  | Год  | Турнир   | Покрытие | Партнёр      | Соперники в финале   | Счёт                   |
| 1. | 2018 | Уимблдон | Трава    | Равен Класен | Майк Брайан Джек Сок | 3-6 7-6(7) 3-6 7-5 5-7 |

### Финалы Итогового турнираATPв парном разряде (1)

#### Поражение (1)
| №  | Год  | Турнир                 | Покрытие   | Партнёр      | Соперники в финале       | Счёт    |
| 1. | 2019 | Лондон, Великобритания | Хард (зал) | Равен Класен | Николя Маю Пьер-Юг Эрбер | 3-6 4-6 |

### Финалы турнировATPв парном разряде (49)

#### Победы (25)
| Легенда                       |
| ----------------------------- |
| Турниры Большого шлема (0+1)* |
| Итоговый турнир ATP (0)       |
| Мастерс (0+1)                 |
| АТР 500 (0+7)                 |
| АТР 250 (0+16)                |

| Титулы по покрытиям | Титулы по месту проведения матчей турнира |
| ------------------- | ----------------------------------------- |
| Хард (0+13)*        | Зал (0+6)                                 |
| Грунт (0+8)         | Зал (0+6)                                 |
| Трава (0+4)         | Открытый воздух (0+19)                    |
| Ковёр (0)           | Открытый воздух (0+19)                    |

* количество побед в одиночном разряде + количество побед в парном разряде.
| №   | Дата             | Турнир                          | Покрытие   | Партнёр        | Соперники в финале                   | Счёт               |
| 1.  | 23 мая 2015      | Ницца, Франция                  | Грунт      | Мате Павич     | Жан-Жюльен Ройер Хория Текэу         | 7-6(4) 2-6 [10-8]  |
| 2.  | 16 января 2016   | Окленд, Новая Зеландия          | Хард       | Мате Павич     | Эрик Буторак Скотт Липски            | 7-5 6-4            |
| 3.  | 7 февраля 2016   | Монпелье, Франция               | Хард (зал) | Мате Павич     | Александр Зверев Миша Зверев         | 7-5 7-6(4)         |
| 4.  | 21 февраля 2016  | Марсель, Франция                | Хард (зал) | Мате Павич     | Колин Флеминг Йонатан Эрлих          | 6-2 6-3            |
| 5.  | 11 июня 2016     | Хертогенбос, Нидерланды         | Трава      | Мате Павич     | Доминик Инглот Равен Класен          | 3-6 6-3 [11-9]     |
| 6.  | 7 мая 2017       | Кашкайш, Португалия             | Грунт      | Райан Харрисон | Давид Марреро Томми Робредо          | 7-5 6-2            |
| 7.  | 10 июня 2017     | Открытый чемпионат Франции      | Грунт      | Райан Харрисон | Сантьяго Гонсалес Дональд Янг        | 7-6(5) 6-7(4) 6-3  |
| 8.  | 25 февраля 2018  | Марсель, Франция (2)            | Хард (зал) | Равен Класен   | Маркус Даниэлл Доминик Инглот        | 6-7(2) 6-3 [10-4]  |
| 9.  | 23 июня 2019     | Халле, Германия                 | Трава      | Равен Класен   | Лукаш Кубот Марсело Мело             | 4-6 6-3 [10-4]     |
| 10. | 4 августа 2019   | Вашингтон, США                  | Хард       | Равен Класен   | Жан-Жюльен Ройер Хория Текэу         | 3-6 6-3 [10-2]     |
| 11. | 29 февраля 2020  | Дубай, ОАЭ                      | Хард       | Джон Пирс      | Равен Класен Оливер Марах            | 6-3 6-2            |
| 12. | 27 сентября 2020 | Гамбург, Германия               | Грунт      | Джон Пирс      | Иван Додиг Мате Павич                | 6-3 6-4            |
| 13. | 25 октября 2020  | Антверпен, Бельгия              | Хард (зал) | Джон Пирс      | Рохан Бопанна Матве Мидделкоп        | 6-3 6-4            |
| 14. | 22 мая 2021      | Женева, Швейцария               | Грунт      | Джон Пирс      | Симоне Болелли Максимо Гонсалес      | 6-2 7-5            |
| 15. | 18 июля 2021     | Гамбург, Германия (2)           | Грунт      | Тим Пютц       | Кевин Кравиц Хория Текэу             | 6-3 6-7(3) [10-8]  |
| 16. | 7 ноября 2021    | Париж, Франция                  | Хард (зал) | Тим Пютц       | Николя Маю Пьер-Юг Эрбер             | 6-3 6-7(4) [11-9]  |
| 17. | 26 февраля 2022  | Дубай, ОАЭ (2)                  | Хард       | Тим Пютц       | Никола Мектич Мате Павич             | 6-3 6-7(5) [16-14] |
| 18. | 12 февраля 2023  | Даллас, США                     | Хард (зал) | Джейми Маррей  | Натаниэль Ламмонс Джексон Уитроу     | 1-6 7-6(4) [10-7]  |
| 19. | 22 апреля 2023   | Баня-Лука, Босния и Герцеговина | Грунт      | Джейми Маррей  | Франсишку Кабрал Александр Недовесов | 7-5 6-2            |
| 20. | 27 мая 2023      | Женева, Швейцария (2)           | Грунт      | Джейми Маррей  | Марсель Гранольерс Орасио Себальос   | 7-6(6) 7-6(3)      |
| 21. | 26 сентября 2023 | Чжухай, Китай                   | Хард       | Джейми Маррей  | Натаниэль Ламмонс Джексон Уитроу     | 6-4 6-4            |
| 22. | 24 февраля 2024  | Доха, Катар                     | Хард       | Джейми Маррей  | Лоренцо Музетти Лоренцо Сонего       | 7-6(0) 2-6 [10-8]  |
| 23. | 23 июня 2024     | Лондон, Великобритания          | Трава      | Нил Скупски    | Тейлор Фриц Карен Хачанов            | 4-6 7-6(5) [10-8]  |
| 24. | 28 июня 2024     | Истборн, Великобритания         | Трава      | Нил Скупски    | Джон Пирс Мэттью Эбден               | 4-6 7-6(2) [11-9]  |
| 25. | 11 января 2025   | Окленд, Новая Зеландия (2)      | Хард       | Никола Мектич  | Раджив Рам Кристиан Харрисон         | Без игры           |

#### Поражения (24)
| №   | Дата             | Турнир                  | Покрытие   | Партнёр          | Соперники в финале                 | Счёт                   |
| 1.  | 26 июля 2015     | Богота, Колумбия        | Хард       | Мате Павич       | Эдуар Роже-Васслен Радек Штепанек  | 5-7 3-6                |
| 2.  | 25 октября 2015  | Стокгольм, Швеция       | Хард (зал) | Мате Павич       | Николас Монро Джек Сок             | 5-7 2-6                |
| 3.  | 21 мая 2016      | Ницца, Франция          | Грунт      | Мате Павич       | Хуан Себастьян Кабаль Роберт Фара  | 6-4 4-6 [8-10]         |
| 4.  | 24 июля 2016     | Гштад, Швейцария        | Грунт      | Мате Павич       | Хулио Перальта Орасио Себальос     | 6-7(2) 2-6             |
| 5.  | 25 сентября 2016 | Мец, Франция            | Хард (зал) | Мате Павич       | Хулио Перальта Орасио Себальос     | 3-6 6-7(4)             |
| 6.  | 23 октября 2016  | Стокгольм, Швеция (2)   | Хард (зал) | Мате Павич       | Микаэль Имер Элиас Имер            | 1-6 1-6                |
| 7.  | 30 октября 2016  | Базель, Швейцария       | Хард (зал) | Роберт Линдстедт | Марсель Гранольерс Джек Сок        | 3-6 4-6                |
| 8.  | 16 июня 2018     | Хертогенбос, Нидерланды | Трава      | Равен Класен     | Доминик Инглот Франко Шкугор       | 6-7(3) 5-7             |
| 9.  | 14 июля 2018     | Уимблдон                | Трава      | Равен Класен     | Майк Брайан Джек Сок               | 3-6 7-6(7) 3-6 7-5 5-7 |
| 10. | 12 августа 2018  | Торонто, Канада         | Хард       | Равен Класен     | Хенри Континен Джон Пирс           | 2-6 7-6(7) [6-10]      |
| 11. | 7 октября 2018   | Токио, Япония           | Хард (зал) | Равен Класен     | Бен Маклахлан Ян-Леннард Штруфф    | 4-6 5-7                |
| 12. | 12 января 2019   | Окленд, Новая Зеландия  | Хард       | Равен Класен     | Бен Маклахлан Ян-Леннард Штруфф    | 3-6 4-6                |
| 13. | 19 мая 2019      | Рим, Италия             | Грунт      | Равен Класен     | Хуан Себастьян Кабаль Роберт Фара  | 1-6 3-6                |
| 14. | 17 ноября 2019   | Финал Мирового тура ATP | Хард (зал) | Равен Класен     | Николя Маю Пьер-Юг Эрбер           | 3-6 4-6                |
| 15. | 8 августа 2021   | Вашингтон, США          | Хард       | Нил Скупски      | Равен Класен Бен Маклахлан         | 6-7(4) 4-6             |
| 16. | 12 июня 2022     | Штутгарт, Германия      | Трава      | Тим Пютц         | Мате Павич Хуберт Хуркач           | 6-7(3) 6-7(5)          |
| 17. | 19 июня 2022     | Халле, Германия         | Трава      | Тим Пютц         | Марсель Гранольерс Орасио Себальос | 4-6 7-6(5) [12-14]     |
| 18. | 30 июля 2022     | Кицбюэль, Австрия       | Грунт      | Тим Пютц         | Педро Мартинес Лоренцо Сонего      | 7-5 4-6 [8-10]         |
| 19. | 21 августа 2022  | Цинциннати, США         | Хард       | Тим Пютц         | Раджив Рам Джо Солсбери            | 6-7(4) 6-7(5)          |
| 20. | 8 января 2023    | Аделаида (I), Австралия | Хард       | Джейми Маррей    | Ллойд Гласспул Харри Хелиёваара    | 3-6 6-7(3)             |
| 21. | 20 августа 2023  | Цинциннати, США (2)     | Хард       | Джейми Маррей    | Максимо Гонсалес Андрес Мольтени   | 6-3 1-6 [9-11]         |
| 22. | 22 октября 2023  | Токио, Япония (2)       | Хард       | Джейми Маррей    | Макс Пёрселл Ринки Хидзиката       | 4-6 1-6                |
| 23. | 27 октября 2024  | Вена, Австрия           | Хард (зал) | Нил Скупски      | Лукас Мидлер Александр Эрлер       | 6-4 3-6 [1-10]         |
| 24. | 22 июня 2025     | Лондон, Великобритания  | Трава      | Никола Мектич    | Ллойд Гласспул Джулиан Кэш         | 3-6 7-6(5) [6-10]      |

### Финалы челленджеров и фьючерсов в парном разряде (30)

#### Победы (19)
| №   | Дата            | Турнир                    | Покрытие | Партнёр        | Соперники в финале                    | Счёт                  |
| 1.  | 21 октября 2007 | Мансфилд, США             | Хард     | Данни Брайан   | Даниэль Бёрнс Роберт Маккензи         | 6-1 6-3               |
| 2.  | 4 октября 2009  | Лагуна-Нигел, США         | Хард     | Райан Харрисон | Денис Кудла Реймонд Сармьенто         | 6-2 6-4               |
| 3.  | 14 февраля 2010 | Эйлат, Израиль            | Хард     | Джеймс Класки  | Александр Бурый Павел Котляров        | 6-7(3) 6-3 [15-13]    |
| 4.  | 13 июня 2010    | Лумис, США                | Хард     | Маркус Даниэлл | Нима Рошан Жозе Стэтем                | 6-4 6-4               |
| 5.  | 20 февраля 2011 | Анталья, Турция           | Хард     | Маркус Даниэлл | Александр Румянцев Дмитрий Ситак      | 2-6 6-1 [11-9]        |
| 6.  | 10 апреля 2011  | Бандаберг, Австралия      | Грунт    | Мэтт Рид       | Жозе Стейтем Эрик Хвойка              | 2-6 6-2 [10-4]        |
| 7.  | 5 июня 2011     | Наманган, Узбекистан      | Хард     | Равен Класен   | Андрей Василевский Александр Румянцев | 6-1 6-1               |
| 8.  | 28 октября 2012 | Траралгон, Австралия      | Хард     | Жозе Стейтем   | Мэттью Бартон Майкл Лук               | 3-6 6-3 [11-9]        |
| 9.  | 2 декабря 2012  | Джакарта, Индонезия       | Хард     | Тим Пютц       | Брайдан Клейн Дэн Проподжа            | 7-5 6-3               |
| 10. | 24 марта 2013   | Коста-Меса, США           | Хард     | Майкл Макклан  | Нам Чи Сон Чо Мин Хёк                 | 6-1 6-3               |
| 11. | 2 июня 2013     | Бакэу, Румыния            | Грунт    | Брэдли Клан    | Пётр Гадомский Тристан Ламасин        | 7-6(4) 6-7(4) [14-12] |
| 12. | 7 июля 2013     | Уиннетка, США             | Хард     | Юки Бхамбри    | Сомдев Девварман Джек Сок             | 2-6 6-2 [10-8]        |
| 13. | 21 июля 2013    | Бингемтон, США            | Хард     | Брэдли Клан    | Джон-Патрик Смит Адам Фини            | 6-3 6-4               |
| 14. | 17 ноября 2013  | Иокогама, Япония          | Хард     | Брэдли Клан    | Санчай Ративатана Сончат Ративатана   | 7-5 6-1               |
| 15. | 9 февраля 2014  | Ченнаи, Индия             | Хард     | Юки Бхамбри    | Срирам Баладжи Блаж Рола              | 6-4 7-6(3)            |
| 16. | 27 апреля 2014  | Саванна, США              | Грунт    | Илья Бозоляц   | Факундо Багнис Александр Богомолов    | 7-5 6-2               |
| 17. | 15 июня 2014    | Ноттингем, Великобритания | Трава    | Рамиз Джунейд  | Рубен Бемельманс Го Соэда             | 4-6 7-6(1) [10-6]     |
| 18. | 5 апреля 2015   | Раанана, Израиль          | Хард     | Мате Павич     | Рамиз Джунейд Адиль Шамасдин          | 6-1 6-4               |
| 19. | 19 апреля 2015  | Мерсин, Турция            | Грунт    | Мате Павич     | Риккардо Гедин Рамкумар Раманатхан    | 5-7 6-3 [10-4]        |

#### Поражения (11)
| №   | Дата            | Турнир                  | Покрытие    | Партнёр           | Соперники в финале                | Счёт                 |
| 1.  | 27 апреля 2008  | Батон-Руж, США          | Хард        | Райан Харрисон    | Филлип Симмондс Тим Смычек        | 6-2 1-6 [4-10]       |
| 2.  | 2 августа 2009  | Годфри, США             | Хард        | Кольт Гастон      | Кори Парр Тодд Пол                | 1-6 4-6              |
| 3.  | 8 ноября 2009   | Бирмингем, США          | Грунт       | Кольт Гастон      | Тигран Мартиросян Артём Ситак     | 3-6 4-6              |
| 4.  | 9 сентября 2012 | Алис-Спрингс, Австралия | Хард        | Сэмюэль Грот      | Ник Линдал Адам Фини              | 6-4 2-6 [8-10]       |
| 5.  | 9 июня 2013     | Фюрт, Германия          | Грунт       | Кристиан Харрисон | Рамиз Джунейд Колин Эбелтайт      | 4-6 5-7              |
| 6.  | 28 июля 2013    | Лексингтон, США         | Хард        | Брэдли Клан       | Фрэнк Данцевич Питер Полански     | 5-7 3-6              |
| 7.  | 9 марта 2014    | Киото, Япония           | Ковёр (зал) | Санчай Ративатана | Пурав Раджа Дивидж Шаран          | 7-5 6-7(3) [4-10]    |
| 8.  | 16 марта 2014   | Ирвинг, США             | Хард        | Джон-Патрик Смит  | Сантьяго Гонсалес Скотт Липски    | 6-4 6-7(7) [7-10]    |
| 9.  | 6 апреля 2014   | Ле-Госье, Франция       | Хард        | Геро Кречмер      | Томаш Беднарек Адиль Шамасдин     | 5-7 7-6(5) [8-10]    |
| 10. | 12 апреля 2015  | Батман, Турция          | Хард        | Мате Павич        | Аслан Карацев Ярослав Шило        | 6-7(4) 6-4 [5-10]    |
| 11. | 23 августа 2015 | Ванкувер, Канада        | Хард        | Юки Бхамбри       | Фредерик Нильсен Трет Конрад Хьюи | 6-7(4) 7-6(3) [5-10] |

### Финалы турниров Большого шлема в смешанном парном разряде (3)

#### Поражения (3)
| №  | Год  | Турнир                     | Покрытие | Партнёрша        | Соперники в финале                | Счёт           |
| 1. | 2017 | Открытый чемпионат США     | Хард     | Чжань Хаоцин     | Мартина Хингис Джейми Маррей      | 1-6 6-4 [8-10] |
| 2. | 2019 | Открытый чемпионат США (2) | Хард     | Чжань Хаоцин     | Бетани Маттек-Сандс Джейми Маррей | 2-6 3-6        |
| 3. | 2023 | Открытый чемпионат Франции | Грунт    | Бьянка Андрееску | Мию Като Тим Пютц                 | 6-4 4-6 [6-10] |

## История выступлений на турнирах
По состоянию на 9 июня 2025 года
Для того, чтобы предотвратить неразбериху и удваивание счета, информация в этой таблице корректируется только по окончании турнира или по окончании участия там данного игрока.
| Турнир                       | 2014          | 2015          | 2016  | 2017          | 2018          | 2019          | 2020          | 2021  | 2022          | 2023          | 2024  | 2025  | Итог   | В/П за карьеру |
| ---------------------------- | ------------- | ------------- | ----- | ------------- | ------------- | ------------- | ------------- | ----- | ------------- | ------------- | ----- | ----- | ------ | -------------- |
| Турниры Большого шлема       |               |               |       |               |               |               |               |       |               |               |       |       |        |                |
| Открытый чемпионат Австралии | 3Р            | 3Р            | 1Р    | 2Р            | 1Р            | 1/4           | 3Р            | 3Р    | 1/4           | 2Р            | 1Р    | 1Р    | 0 / 12 | 15-12          |
| Открытый чемпионат Франции   | 1Р            | 1Р            | 1Р    | П             | 3Р            | 1Р            | 2Р            | 2Р    | 3Р            | 3Р            | 2Р    | 2Р    | 1 / 12 | 16-11          |
| Уимблдонский турнир          | 1Р            | 3Р            | 3Р    | 1/4           | Ф             | 1/2           | НП            | 1Р    | 1Р            | 1/4           | 1/2   |       | 0 / 10 | 23-10          |
| Открытый чемпионат США       | 3Р            | 2Р            | 2Р    | 1Р            | 2Р            | 2Р            | 2Р            | 1Р    | 3Р            | 2Р            | 1/4   |       | 0 / 11 | 13-11          |
| Итог                         | 0 / 4         | 0 / 4         | 0 / 4 | 1 / 4         | 0 / 4         | 0 / 4         | 0 / 3         | 0 / 4 | 0 / 4         | 0 / 4         | 0 / 4 | 0 / 2 | 1 / 45 |                |
| В/П в сезоне                 | 4-4           | 5-4           | 3-4   | 10-3          | 8-4           | 8-4           | 4-3           | 3-4   | 6-4           | 7-4           | 8-4   | 1-2   |        | 67-44          |
| Итоговые турниры             |               |               |       |               |               |               |               |       |               |               |       |       |        |                |
| Итоговый турнир ATP          | -             | -             | -     | 1/2           | Группа        | Ф             | Группа        | -     | -             | -             | -     |       | 0 / 4  | 7-8            |
| Олимпийские игры             |               |               |       |               |               |               |               |       |               |               |       |       |        |                |
| Летняя олимпиада             | Не проводился | Не проводился | 1Р    | Не проводился | Не проводился | Не проводился | Не проводился | III   | Не проводился | Не проводился | -     | НП    | 0 / 2  | 3-2            |

К — проиграл в квалификационном турнире.
| Турнир                       | 2014  | 2015  | 2016  | 2017  | 2018  | 2019  | 2020  | 2021  | 2022  | 2023  | 2024  | 2025  | Итог   | В/П за карьеру |
| ---------------------------- | ----- | ----- | ----- | ----- | ----- | ----- | ----- | ----- | ----- | ----- | ----- | ----- | ------ | -------------- |
| Турниры Большого шлема       |       |       |       |       |       |       |       |       |       |       |       |       |        |                |
| Открытый чемпионат Австралии | -     | -     | -     | 1Р    | 2Р    | 1Р    | 2Р    | 1Р    | 1/4   | 1Р    | 2Р    | 1/2   | 0 / 9  | 7-9            |
| Открытый чемпионат Франции   | -     | -     | -     | 2Р    | 1Р    | 1Р    | НП    | -     | -     | Ф     | 1/4   | 2Р    | 0 / 6  | 8-6            |
| Уимблдонский турнир          | 1Р    | 3Р    | 1Р    | 3Р    | 1/2   | 2Р    | НП    | -     | 1Р    | -     | 1/2   |       | 0 / 8  | 9-8            |
| Открытый чемпионат США       | -     | -     | -     | Ф     | 2Р    | Ф     | НП    | 1Р    | 2Р    | -     | 1Р    |       | 0 / 6  | 10-6           |
| Итог                         | 0 / 1 | 0 / 1 | 0 / 1 | 0 / 4 | 0 / 4 | 0 / 4 | 0 / 1 | 0 / 2 | 0 / 3 | 0 / 2 | 0 / 4 | 0 / 2 | 0 / 29 |                |
| В/П в сезоне                 | 0-1   | 2-1   | 0-1   | 6-4   | 5-4   | 4-4   | 1-1   | 0-2   | 3-3   | 4-2   | 6-4   | 3-2   |        | 34-29          |